# Daniel Fridman
Daniel Fridman est un joueur d'échecs letton puis allemand né le 15 février 1976 à Riga.
Au 1er juillet 2015, Daniel Fridman est le 126e joueur mondial et le no 4 allemand avec un classement Elo de 2 639 points.

## Biographie et carrière
Installé en Allemagne depuis 1999, Daniel Fridman a obtenu la nationalité allemande en 2008. Grand maître international depuis 2001, il a remporté le championnat de Lettonie en 1996 et le championnat d'Allemagne à trois reprises (en 2008, 2012 et 2014).

### Tournois individuels
Daniel Fridman a gagné les tournois d'Essen 2001 (groupe B) et le tournoi des Bermudes en 2003 (groupe B).
En 2019, il remporta l'open Grenke à Karlsruhe, devançant grâce à un meilleur départage Anton Korobov, Andreas Heimann, Samvel Ter-Sahakian, Gukesh D , Matthias Blübaum, Alexander Donchenko et Tamás Bánusz.

### Compétitions par équipe
Fridman a représenté la Lettonie lors de l'olympiade d'échecs de 1996 (il jouait au quatrième échiquier), du championnat d'Europe d'échecs des nations 1997. Il joua au premier échiquier de la Lettonie lors de l'olympiade d'échecs de 2004 et de l'olympiade d'échecs de 2006. Il a représenté l'Allemagne lors de l'olympiade d'échecs de 2008 et de l'olympiade d'échecs de 2012 ; Jouant au quatrième échiquier allemand, il marqua à chaque fois 70 % des points et obtint deux médailles de bronze individuelles. Lors du championnat du monde d'échecs par équipes de 2013, Fridman obtint une médaille de bronze individuelle au troisième échiquier. Avec l'Allemagne il participa à trois championnats d'Europe des nations : en 2009 (médaille d'argent individuelle), 2011 (médaille d'or par équipe) et en 2013.